# Prvenstvo Osječkog nogometnog podsaveza – Osijek 1926./27.
Osječka skupina prvenstva Osječkog nogometnog podsaveza u sezoni 1926./27. 
 
Sudjelovalo je sedam klubova, a prvak je bio  "Hajduk" iz Osijeka. 

## Sustav natjecanja
Sedam klubova je igralo dvokružnu ligu (14 kola, 12 utakmica po momčadi). Pobjednik lige je potom s prvakom Provincije Osječkog nogometnog podsaveza igrao za prvaka Podsaveza, koji se potom stekao plasman u Prednatjecanje za Državno prvenstvo.  

## Ljestvica
| mj. | klub             | ut. | pob. | ner. | por. | gol+ | gol- | bod |                     |
| --- | ---------------- | --- | ---- | ---- | ---- | ---- | ---- | --- | ------------------- |
| 1.  | Hajduk Osijek    | 12  | 9    | 2    | 1    | 56   | 9    | 20  | za prvaka Podsaveza |
| 2.  | Građanski Osijek | 12  | 10   | 0    | 2    | 50   | 11   | 20  |                     |
| 3.  | Sloga Osijek     | 12  | 7    | 2    | 3    | 42   | 19   | 16  |                     |
| 4.  | Slavija Osijek   | 12  | 7    | 1    | 4    | 44   | 23   | 15  |                     |
| 5.  | Grafičar Osijek  | 12  | 4    | 1    | 7    | 23   | 56   | 9   |                     |
| 6.  | Olimpija Osijek  | 12  | 1    | 0    | 11   | 11   | 42   | 2   |                     |
| 7.  | Makabi Osijek    | 12  | 1    | 0    | 11   | 4    | 71   | 2   |                     |
|     |                  |     |      |      |      |      |      |     |                     |
|     | UKUPNO           | 84  | 39   | 6    | 39   | 230  | 231  |     |                     |

- prikazana ljestvica sadrži ukupno netočan zbroj postignutih i primljenih golova
- Makabi odustao na polusezoni, te su preostale utakmice registrirane 3:0 u korist protivnika

## Rezultatska križaljka
| kratica | klub             | GRĐ            | GRF       | HAJ      | MAK            | OLI           | SLA       | SLO           |
| --- | ---------------- | -------------- | --------- | -------- | -------------- | ------------- | --------- | ------------- |
| GRĐ | Građanski Osijek |                | 6:1, 7:1  | 2:0      |                | 4:1, 2:0      | 4:5       | 2:1, 2:1      |
| GRF | Grafičar Osijek  |                |           | 0:7      | 3:0 p.f.       | 3:0, 4:1      | 3:10, 0:1 | 4:4           |
| HAJ | Hajduk Osijek    | 1:0            | 11:0      |          | 15:0, 3:0 p.f. | 1:0           |           | 3:1, 3:0 p.f. |
| MAK | Makabi Osijek    | 0:14, 0:3 p.f. | 1:6 , 0:5 |          |                | 2:1, 0:3 p.f. | 0:11      | 2:7, 0:3 p.f. |
| OLI | Olimpija Osijek  |                | 0:1       | 1:9      |                |               | 2:3       | 1:5           |
| SLA | Slavija Osijek   | 0:4            |           | 2:2, 1:2 |                | 6:1           |           | 1:2           |
| SLO | Sloga Osijek     |                | 9:1       | 2:2      |                | 5:0           | 2:1       |               |
| |                  |                |           |          |                |               |           |               |
| podebljan rezultat - utakmice od 1. do 7. kola (1. utakmica između klubova) rezultat normalne debljine - utakmice od 8. do 14. kola (2. utakmica između klubova) rezultat nakošen - nije vidljiv redoslijed odigravanja međusobnih utakmica iz dostupnih izvora rezultat smanjen * - iz dostupnih izvora nije uočljiv domaćin susreta prekrižen rezultat - poništena ili brisana utakmica p - utakmica prekinuta 3:0 p.f. / 0:3 p.f. - rezultat 3:0 bez borbe n.i. - nije igrano |                  |                |           |          |                |               |           |               |

 Izvori:

## Za prvaka podsaveza
| datum             | par                               | rezultat | napomene |
| ----------------- | --------------------------------- | -------- | -------- |
| 22. svibnja 1927. | Hajduk Osijek – Cibalija Vinkovci | 6:0      |          |

- Hajduk prvak Osječkog nogometnog podsaveza, te je ostvario plasman u prednatjecanje – kvalifikacije za Državno prvensvo Kraljevine SHS.